# Ceramică de Horezu

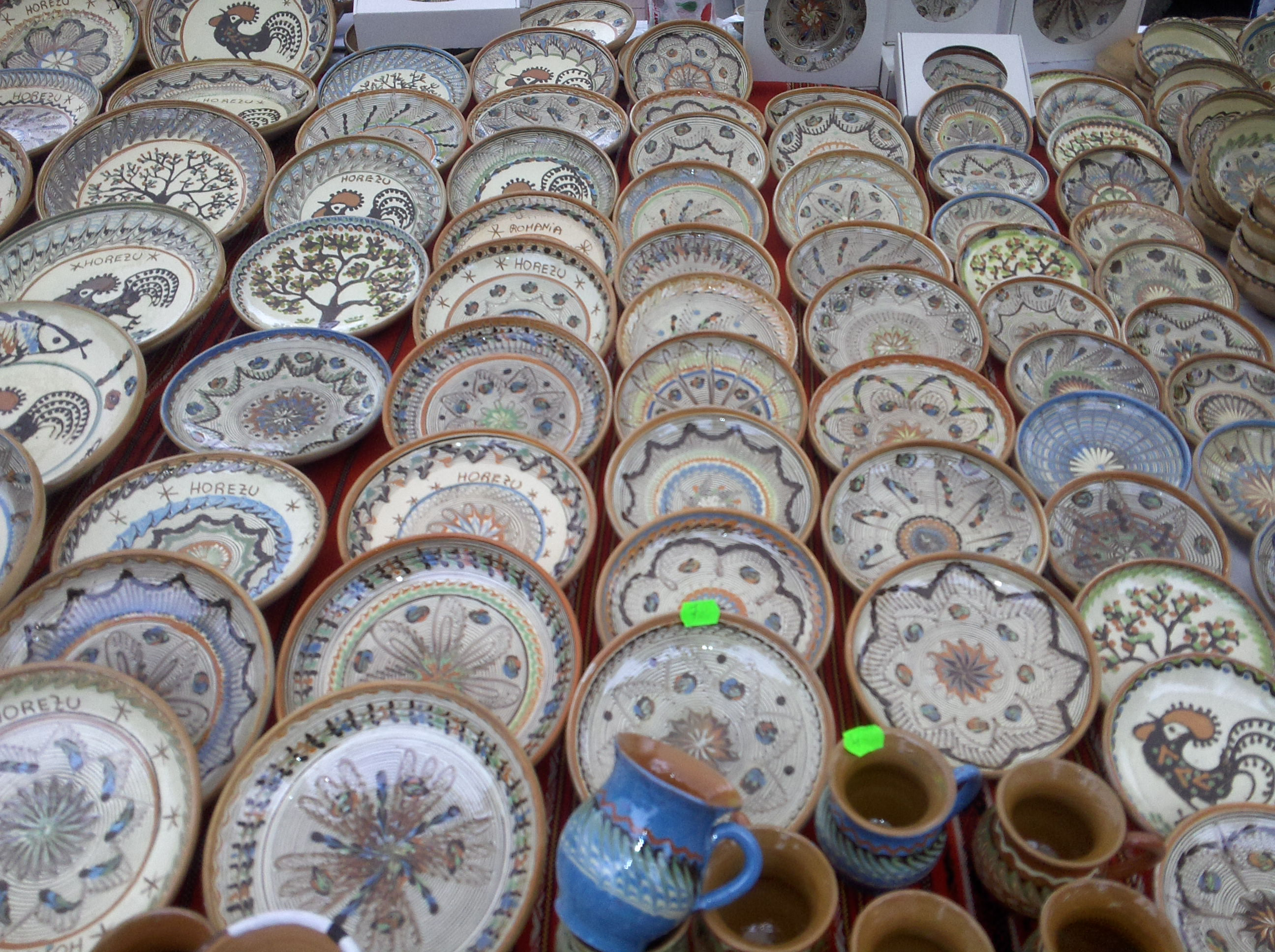
Vase de ceramică din Horezu

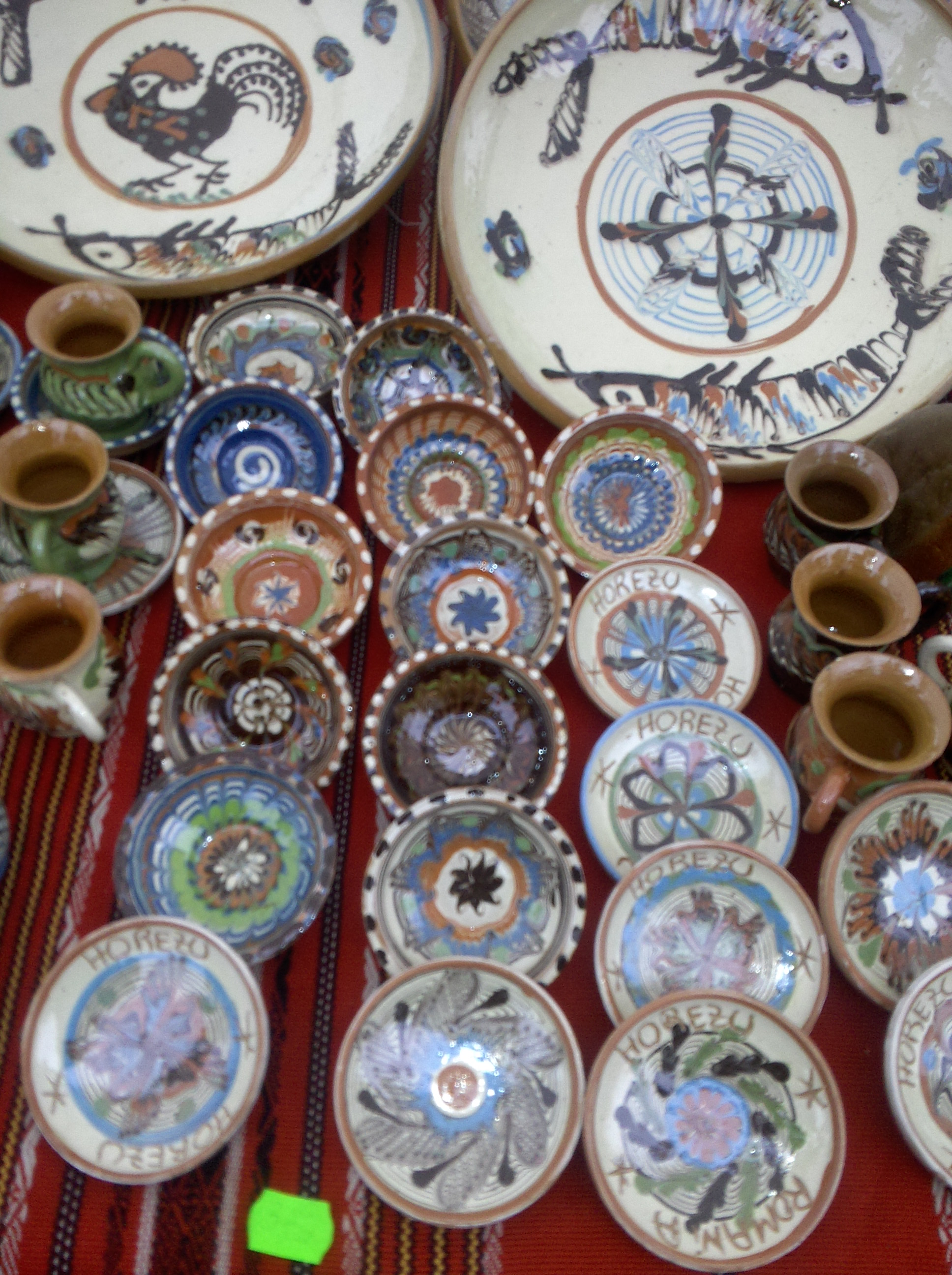
Vase de ceramică din Horezu

Ceramica de Horezu este un tip unic de ceramică românească care este produsă în mod tradițional manual în zona orașului oltenesc Horezu (județul Vâlcea), aproape de celebra Mănăstire Horezu. Reflectă multe generații de cunoștințe și abilități de dezvoltare a ceramicii, motiv pentru care măiestria ceramicii Horezu a fost înscrisă pe Lista Patrimoniului Cultural Imaterial UNESCO în decembrie 2012.
Producția este împărțită în procese de fabricație pentru bărbați și femei. Prin urmare, oamenii extrag pământul, care este apoi curățat, tăiat, udat, frământat, călcat și amestecat – transformându-l în lut roșu pe care olarii îl formează într-o tehnică specială a degetelor care necesită concentrare, forță și agilitate. Fiecare olar are propria sa tehnică de modelare, dar fiecare respectă etapele procesului. Femeile decorează ceramica modelată înainte de a o arde cu tehnici și cu unelte speciale pentru a desena motive tradiționale. Abilitățile lor în combinarea decorarea și culoarea determină personalitatea și unicitatea acestor piese. Culorile sunt nuanțe strălucitoare de maro, roșu, verde, albastru și așa-numitul „galben de Horezu”. Olarii de la Horezu folosesc multe unelte tradiționale, cum ar fi un mixer pentru curățarea pământului, o roată de ceramică și un pieptene pentru modelare, un corn de taur scobit și un băț fin cu vârf de sârmă pentru decorare și o sobă cu lemne pentru arderea lutului. 
Acest meșteșug străvechi este păstrat în vatra strămoșească, cunoscută acum sub numele de strada Olari din Horezu, unde artizanii modelează lutul în același proces migălos ca și strămoșii lor. Horezu este un centru ceramic istoric românesc singular în care acest comerț a rămas principala sursă de venit pentru multe familii de olari precum: Ogrezeanu, Vicșoreanu, Iorga, Frigura, Mischiu, Popa etc. Astăzi această măiestrie se transmite ca întotdeauna în cercul familiei, dar și în ateliere de la maestru la ucenic, precum și în festivaluri și expoziții de olărit. 

## Ornamente
Un simbol dominant în pictura vaselor de Horezu este cocoșul alături de care, însă, întâlnim și alte figuri precum stele, șerpi, copaci, oameni, flori, pești, spirala dublă, linia dreaptă, linia ondulată, frunza, brâul, soarele, spicul, pomul vieții și coada de păun. Există și două culori specifice zonei: roșul și galbenul de Horezu. 